# Biserica „Sfântul Dumitru” din Beșghioz
Biserica „Sf. Dumitru” este o biserică amplasată în Beșghioz, Găgăuzia, Republica Moldova. Este un monument arhitectural de importanță națională inclus în Registrul monumentelor Republicii Moldova ocrotite de stat cu nr. 179 (raionul Ceadîr-Lunga). Datează din 1857.